# Heterocope appendiculata
Heterocope appendiculata är en kräftdjursart som beskrevs av Sars 1863. Heterocope appendiculata ingår i släktet Heterocope och familjen Temoridae. Arten är reproducerande i Sverige. Inga underarter finns listade i Catalogue of Life.